# Camilla Richardsson
Camilla Margareta Richardsson (* 14. September 1993 in Vaasa) ist eine finnische Leichtathletin, die im Mittel- und Langstreckenlauf sowie im Hindernislauf an den Start geht.

## Sportliche Laufbahn
Erste internationale Erfahrungen sammelte die Finnlandschwedin Camilla Richardsson bei den Junioreneuropameisterschaften 2011 Tallinn, bei denen sie im Hindernislauf mit 10:47,83 min ausschied. Zwei Jahre später belegte sie bei den U23-Europameisterschaften in Tampere mit 10:34,69 min im Finale Platz sieben. 2015 verpasste sie bei den U23-Europameisterschaften in Tallinn als Vierte in 9:46,34 min knapp eine Medaille im Hindernislauf und belegte über 5000 Meter in 15:57,95 min Platz neun. Zudem qualifizierte sie sich für die Weltmeisterschaften in Peking, bei denen sie im Hindernislauf mit 9:53,13 min in der Vorrunde ausschied. Auch bei den Europameisterschaften 2016 in Amsterdam verpasste sie mit 9:54,80 min einen Finaleinzug. 2017 qualifizierte sie sich erneut für die Weltmeisterschaften in London, bei denen sie erneut mit 10:07,04 min im Vorlauf ausschied. Auch 2019 kam sie bei den Weltmeisterschaften in Doha mit 9:53,06 min nicht über die erste Runde hinaus. 2022 startete sie im 5000-Meter-Lauf bei den Weltmeisterschaften in Eugene und kam dort im Vorlauf nicht ins Ziel. Anschließend belegte sie bei den Europameisterschaften in München in 15:16,71 min den neunten Platz über 5000 Meter und gelangte nach 32:19,27 min auf Rang zehn über 10.000 Meter. Im Dezember wurde sie bei den Crosslauf-Europameisterschaften in Turin nach 18:24 min Zwölfte in der Mixed-Staffel.
2023 gelangte sie bei den Halleneuropameisterschaften in Istanbul mit 8:57,13 min auf den zwölften Platz über 3000 Meter. Im Juni wurde sie bei der 1. Liga der Team-Europameisterschaft im Rahmen der Europaspiele in Chorzów in 15:34,74 min Siebte über 5000 Meter und anschließend schied sie bei den Weltmeisterschaften in Budapest mit 15:13,84 min im Vorlauf über 5000 Meter aus und gelangte mit 32:15,74 min auf den 15. Platz über 10.000 Meter. Im Jahr darauf kam sie bei den Europameisterschaften in Rom im Halbmarathon nicht ins Ziel. Anschließend wurde sie bei den Olympischen Sommerspielen in Paris in 2:38:02 h 65. im Marathon.
In den Jahren 2016 und 2023 wurde Richardsson finnische Meisterin über 5000 und 10.000 Meter und 2017 über 5000 Meter und im Hindernislauf. 2018 und 2019 sicherte sich ebenfalls den Meistertitel im Hindernislauf und 2021 siegte sie über 3000 Meter. Zudem wurde sie 2018 Hallenmeisterin über 1500 sowie 2018 und 2020 über 3000 Meter.

## Persönliche Bestleistungen
- 1500 Meter: 4:13,68 min, 5. Juli 2023 in Joensuu
  - 1500 Meter (Halle): 4:24,90 min, 17. Februar 2018 in Helsinki
- 3000 Meter: 9:00,04 min, 18. Juni 2022 in Kuortane
  - 3000 Meter (Halle): 8:53,60 min, 2. März 2023 in Istanbul (finnischer Rekord)
- 5000 Meter: 15:11,63 min, 8. Juli 2023 in Oulu
- 10.000 Meter: 31:12,78 min, 20. Mai 2023 in London (finnischer Rekord)
- Halbmarathon: 1:09:55 h, 11. Februar 2024 in Barcelona (finnischer Rekord)
- 3000 m Hindernis: 9:35,27 min, 24. Juli 2019 in Joensuu
- Marathon: 2:24:38 h, 3. Dezember 2023, Valencia (finnischer Rekord)